# Tõnno Lepmets
Tõnno Lepmets, né le 31 mars 1938, à Tallinn, en République socialiste soviétique d'Estonie et décédé le 26 juin 2005, est un ancien joueur de basket-ball soviétique.

## Palmarès
- Champion d'Europe 1963
- Champion d'Europe 1967